# Eliézer Niyitegeka
Elièzer Niyitegeka (nascut el 12 de març de 1952 a la prefectura de Kibuye (Ruanda), Rwanda - 28 d'març de 2018) va ser un periodista, expolític i participant d'alt nivell en el genocidi de Ruanda el 1994. Després d'estudiar periodisme a Romania, Niyitegeka es va convertir primer en periodista i presentadora de Ràdio Rwanda i després en membre de Parlament, després executiva en una empresa tèxtil i empresari. El 1991, amb l'arribada de la democràcia multipartidista a Rwanda, va ser un dels membres fundadors de el partit d'oposició, el Moviment Democràtic Republicà. (MDR) MDR va advocar per la democràcia, les llibertats individuals, la reunió de ruandesos independentment de les consideracions ètniques i la fi de la violència. El seu lema, com es mostra en l'estatut de el partit, era: "Llibertat, justícia i treball. Des de 1991 fins a 1994, va ser president de l'MDR a la prefectura de Kibuye. Niyitegeka també va ocupar un seient a la seu política nacional del seu partit.
Niyitegeka va ser condemnat a cadena perpètua, la pena màxima prevista pel Tribunal Penal Internacional per a Ruanda. Va apel·lar el seu veredicte, però el 9 de juliol de 2004, la Sala d'Apel·lacions va confirmar, en la seva totalitat, el veredicte i la sentència imposada a Niyitegeka per la Primera Sala de Primera Instància.